# Lütisburg
Lütisburg (toponimo tedesco) è un comune svizzero di 1 645 abitanti del Canton San Gallo, nel distretto del Toggenburgo.

## Geografia fisica
Lütisburg sorge su una cresta rocciosa alla confluenza dei fiumi Thur e Necker e il suo territorio si estende nell'area collinare circostante.

## Storia
Il comune politico di Lütisburg è stato istituito nel 1803.

## Monumenti e luoghi d'interesse

### Architetture religiose
- Chiesa parrocchiale cattolica di San Michele, eretta nel 1810-1811[3];
- Cappella di San Bartolomeo a Tufertschwil, eretta nel Medioevo e rimaneggiata nel 1891[3];
- Chiesa riformata, eretta nel 1935[3].

### Altro

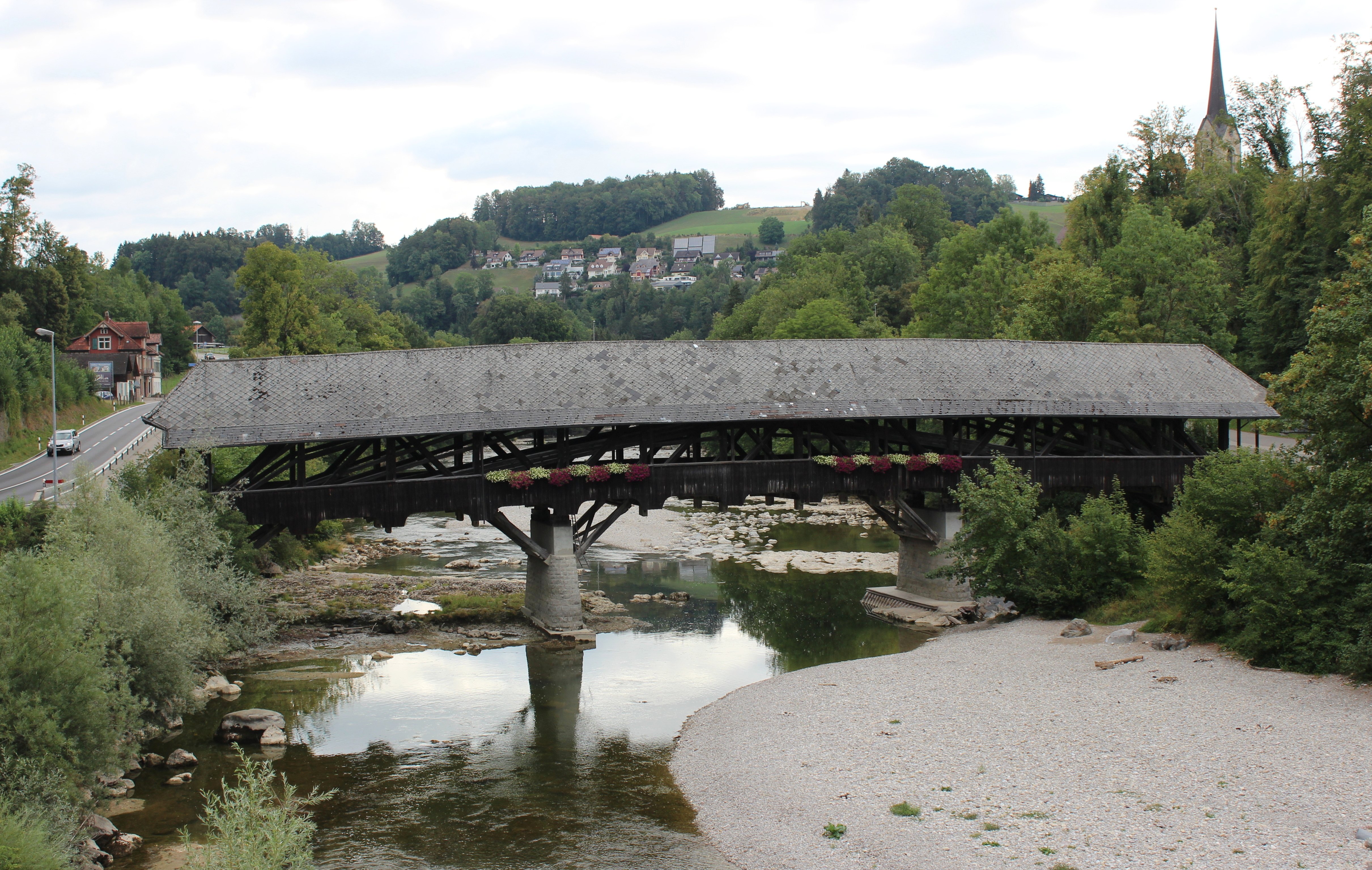
Alte Thurbrücke

- Ponte coperto sulla Thur (Alte Thurbrücke), in legno, costruito nel 1790[3];
- Ponte coperto sulla Thur (Letzibrücke), in legno, costruito nel 1853[3];
- Viadotto ferroviario del Guggenloch, costruito nel 1853[3];
- Nuovo ponte sulla Thur, costruito nel 1997[3].

## Società

### Evoluzione demografica
L'evoluzione demografica è riportata nella seguente tabella:
Abitanti censiti

## Geografia antropica

### Frazioni
Le frazioni di Lütisburg sono:
- Altegg
- Chrummentürli
- Dottenwil
- Gonzenbach
- Grünhügel
- Haslen
- Herrensberg

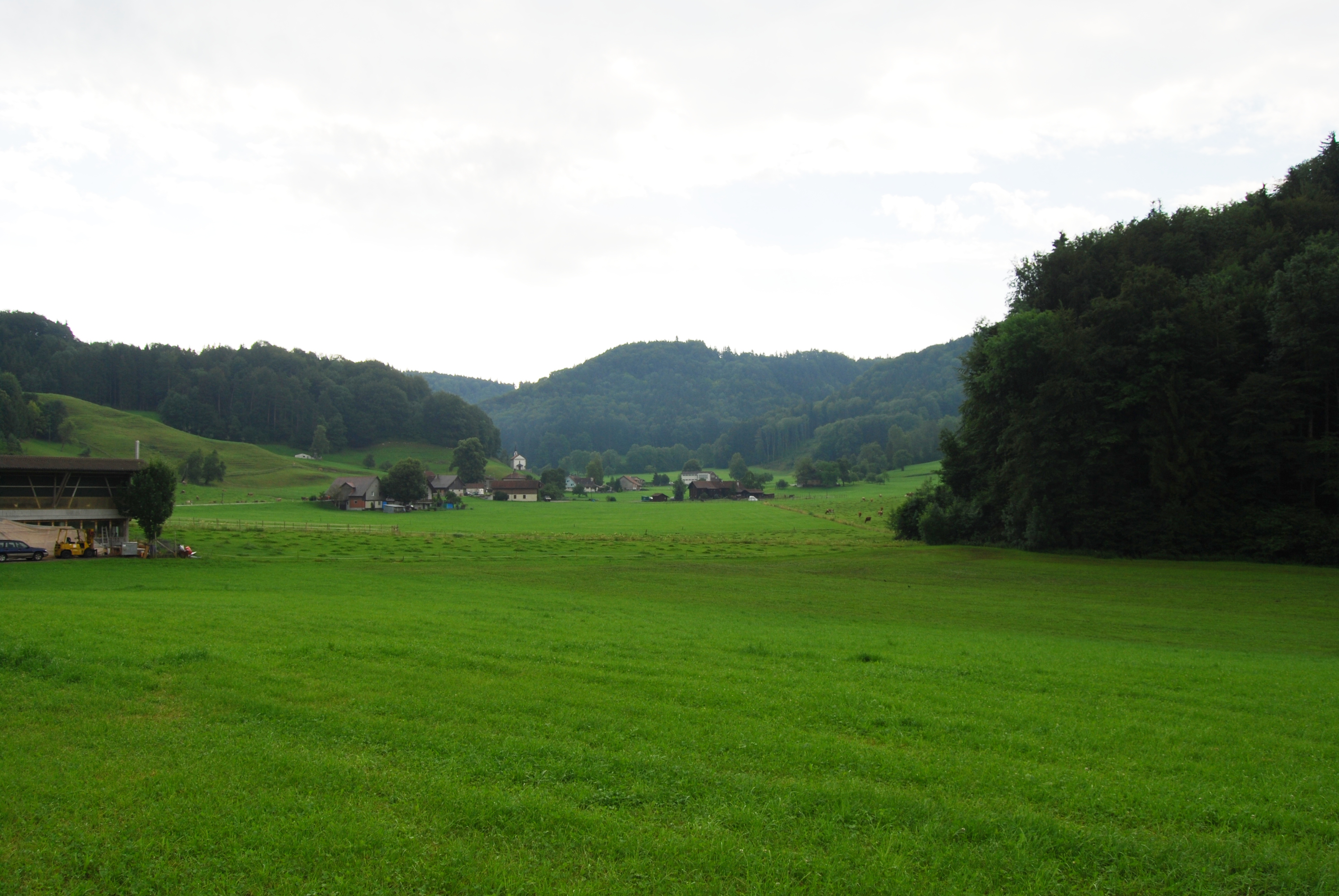
Oberrindal, Rindal

- Lütisburg Station (compresa anche nei comuni di Bütschwil-Ganterschwil e Mosnang)
- Rindal
  - Oberrindal
- Rimensberg
- Schauenberg
- Tufertschwil
- Unterrindal
- Wildenhof
- Winzenberg

## Infrastrutture e trasporti

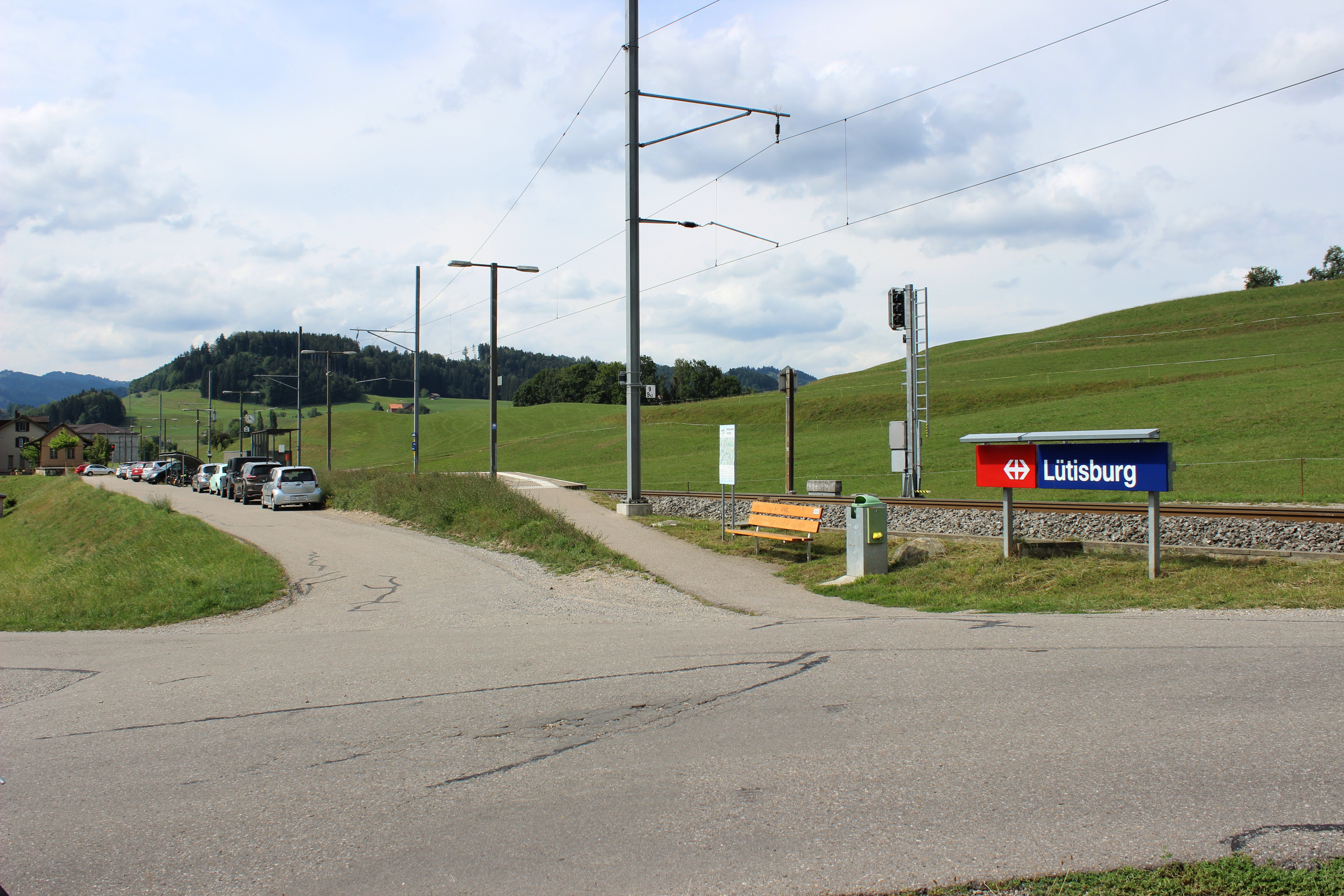
La stazione di Lütisburg

Lütisburg è attraversato dalle strade principali 16 e 431 ed è servito dall'omonima stazione (ubicata nella frazione di Lütisburg Station) sulla ferrovia Wil-Ebnat-Kappel (linea S8 della rete celere di San Gallo).